# Próspero (satélite)
Próspero es uno de los satélites retrógrados irregulares de Urano. Fue descubierto el 18 de julio de 1999 por Matthew J. Holman con su equipo, y su designación provisional fue S/1999 U 3. Debe su nombre al hechicero Próspero en la obra La tempestad de William Shakespeare. También es llamado Uranus XVIII.
Los parámetros orbitales sugieren que este pueda pertenecer, junto a Sicorax y Setebos al mismo cúmulo dinámico, lo que sugiere un origen común.
Sin embargo, esta sugerencia no parece ser apoyada por los colores observados. El satélite aparece de color gris en el espectro visible (índice de color B-V=0.80, R-V=0.39),  similar a Setebos, pero distinto de Sicorax (cuya luz es roja).